# Kompisar på nätet
Kompisar på nätet (Ursprungligen A Gurls Wurld, i vinjetten skrivet a gURLs wURLd) är en komediserie om tjejerna Ally från Australien, Jackie från Singapore och Emma från Tyskland. Alla gick på en internatskola i Singapore men när det var dags att åka hem igen gav Jackies bror Josh en present, ett alldeles eget chattrum. Alla tre fick en kod: om man slår in koden kommer man till ett vitt tomrum, till så kallade cyberrymden. Detta betyder att de kan slå in varandras koder och ta sig till alla tre länderna på nolltid. Samtidigt så förbjuder Jackies föräldrar att hon ska få hålla på med det hon älskar mest, att dansa. Eftersom Ally och Emma har åkt hem är deras chans att få vara med i en stor danstävling över, men nu med deras alldeles egna chattrum kanske det går att genomföra ändå och övertyga Jackies föräldrar om att dansen betyder allt. Det svåra är tidsskillnaderna och att ingen obehörig ska få reda på deras hemlighet, för då kan det vara slut. Och så var programmet Josh laddade ner tidsbegränsat, så de har bara några månader på sig. Serien visades på Barnkanalen perioden december 2010 och januari 2011 och har gått i repris många gånger genom åren.

## Rollista
- Marny Kennedy - Ally Henson
- Sophie Karbjinski - Emma Schubert
- Charlotte Nicdao - Jackie Lee
- Jannik Schümann - Nicholas
- Takaya Honda - Josh Lee (Jackies storebror)
- Luke Erceg - Dan
- Julie Wee - Michelle
- Chervil Tan - Chelsea
- Veracia Yong - Carla
- Iris Lim - Sophie
- Michael Lott - Jürgen (Emmas pappa)
- Christine Kutschera - Tina (Emmas mamma)
- Chew Kin Wah - Mr Lee (Jackies pappa)
- Bernie Chan - Mrs Lee (Jackies mamma)
- Catherine Sng - Jackies mormor
- Clodagh Crowe - Sarah (Allys mamma)
- Don Halbert - Ben (Allys pappa)
- Sam Fraser - Jacob Henson (Allys lillebror)